# فرانثيسكو فيرنانديث أوردونييث
فرانثيسكو فيرنانديث أوردونييث (بالإسبانية: Francisco Fernández Ordóñez)‏ (ولد بمدريد في 22 يونيو 1930، و توفي بمدريد في 7 أغسطس 1992 بمدريد) هو شخصية سياسية إسبانية اشتراكية ديمقراطية التوجه. بعد إتمام دراساته الجامعية القانونية في جامعة كمبلوتنسي بمدريد، اشتغل أوردونييث في الإدارة الفرانكوية، كموظف سام، كمدع وكمفتش في الإدارة الضريبية. سيعمق دراساته الجامعية في جامعة هارفارد الأمريكية، في الاختصاص ذاته.

تقلد عدة مناصب سامية في الإدارة الفرانكوية، من أهمها رئاسته الوفد الإسباني المفاوض لمنظمة التعاون والتنمية الاقتصادية، و منصب الكاتب العام التقني لوزارة المالية ومنصب مدير المعهد الوطني للصناعة (الذي سيستقيل منه لأسباب سياسية).

في 1977، سينضم إلى حزب اتحاد الوسط الديمقراطي، و سيتقلد منصب وزارة المالية في حكومة أدولفو سواريث لسنة 1977. في 1979، سيتكلف بحقيبة وزارة العدل، قبل أن يغادر الحكومة وحزب اتحاد الوسط الديمقراطي سنة 1981. في 1983، انضم أوردونييث لحزب الاشتراكي العمالي، و في 1985، سيعين كوزير للخارجية في حكومة فيليبي غونثاليث، و هو المنصب الذي تكلف به إلى غاية استقالته سنة 1992.

## روابط خارجية
- فرانثيسكو فيرنانديث أوردونييث على موقع مونزينجر (الألمانية)